# Eva Pavlová
Eva Pavlová z domu Zelená (ur. 5 listopada 1964 w Šumperku) – czeska wojskowa w stopniu podpułkownika, od 2004 żona Petra Pavla, który w 2023 został prezydentem Czech.

## Życiorys
W trakcie gimnazjum zajmowała się sportowo strzelectwem. Po maturze w 1983 rozpoczęła studia w Wyższej Wojskowej Szkole Lotniczej w Koszycach. W 1985 zapisała się na studia w Wojskowej Akademii Politycznej im. Klementa Gottwalda w Bratysławie. Ze względu na brak właściwego „profilu kadrowego”, wstąpiła do Komunistycznej Partii Czechosłowacji. Z członkostwa w partii zrezygnowała 20 listopada 1989, na początku aksamitnej rewolucji. Z perspektywy czasu członkostwo w KSČ określała jako błąd. W 1990 ukończyła studia.
Z Petrem Pavlem poznała się w 1985 w koszarach w Prościejowie. Jako że oboje mieli wówczas innych partnerów, ich związek zaczął się kilka lat później. W 2004 wzięła w Ołomuńcu ślub z Petrem Pavlem. Podczas jego pracy w Sztabie Generalnym (którego Pavel był szefem w latach 2012–2015) odpowiadała za komunikację z akredytowanymi w Czechach wojskowymi i lotniczymi attaché. Służbę w armii zakończyła w stopniu podpułkownika. Następnie pracowała jako asystentka w domu medialnym Manofi.
Od ok. 2012 mieszka z mężem pod górą Říp we wsi Černouček w północno-zachodnich Czechach. W 2022 została jako bezpartyjna kandydatka wybrana na radną gminy. 28 stycznia 2023 jej mąż wygrał wybory na prezydenta Czech. Urząd objął 9 marca 2023.
Z poprzedniego związku ma córkę Evę (ur. 1992). Z Petrem Pavlem wychowywała także jego dwóch synów: Jana (ur. 1990) i Petra (ur. 1993).